# W. Hugh Woodin

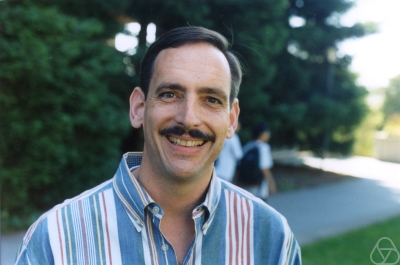
Hugh Woodin in 1994
(foto door George Bergman)

William Hugh Woodin (Tucson, Arizona, 23 april, 1955) is een Amerikaans wiskundige en verzamelingtheoreticus, die werkzaam is aan de Universiteit van Californië, Berkeley. Hij heeft een aantal belangrijke bijdragen geleverd aan de theorie van het inner model en bepaaldheid. Een type groot kardinaalgetal is naar hem vernoemd, de Woodin-kardinaal. 
- Bibliothèque nationale de France: cb124198837 (data)
- Gemeinsame Normdatei: 121157318
- International Standard Name Identifier: 0000 0001 1560 6177
- Library of Congress Control Number: n86039104
- Mathematics Genealogy Project: 11957
- Nationale Bibliotheek van Israël: 987007432642505171
- Système universitaire de documentation: 033321280
- Virtual International Authority File: 78460365
- WorldCat: E39PBJdrHdBXMDfgQmMjd8gHYP